# Conrad II le Salique
Pour les articles homonymes, voir Conrad II.
Conrad II du Saint-Empire, appelé Conrad II le Salique, est né vers 990 et mort le 4 juin 1039 à Utrecht. Il est élu roi de Germanie et roi des Romains à Mayence en 1024, succédant à Henri II du Saint-Empire dit le Saint, dernier de la dynastie saxonne des Ottoniens. Il est couronné empereur romain germanique le 26 mars 1027 à Rome.

## Biographie
Petit-fils d'Othon de Carinthie († 1004), Conrad est le fils d'Henri de Franconie et d'Adélaïde de Metz († 1046), issue de la famille puissante des Girardides, une sœur du comtes Adalbert de Saargau et Gérard de Metz (comte de Moselle) Arrière-arrière-petit-fils d'Otton Ier du Saint-Empire par sa fille Luitgarde d'Alémanie († 953), mère d’Othon de Carinthie, il est le premier des quatre rois et empereurs de la dynastie franconienne issue des Francs saliens.
À la mort d'Henri II du Saint-Empire sans héritier, les évêques, ducs et comtes désignent Conrad à la diète de Mayence. Il est couronné dans la cathédrale Saint-Martin de Mayence le jour de « nativité de Marie », le 8 septembre 1024, par l’évêque Aribon de Mayence. Le 6 juin 1025, il est sollicité par l'archevêque de Milan et les grands seigneurs lombards à la diète de Constance qui, après lui avoir prêté serment de fidélité, l'engagent à intervenir en Italie avec une armée pour y recevoir la couronne. Le 2 février 1026, il prend la tête de ses troupes à Augsbourg et se rend en Italie. Comme il ne peut pas entrer dans Pavie révolté, il se fait couronner roi d'Italie à Milan par l'archevêque Aribert en avril 1026. Il ravage les environs de Pavie, puis se rend à Ravenne en mai. Les habitants de la ville se révoltent contre les Germaniques, et Conrad II doit se replier dans la vallée de l'Adda. Il passe Noël à Ivrée.

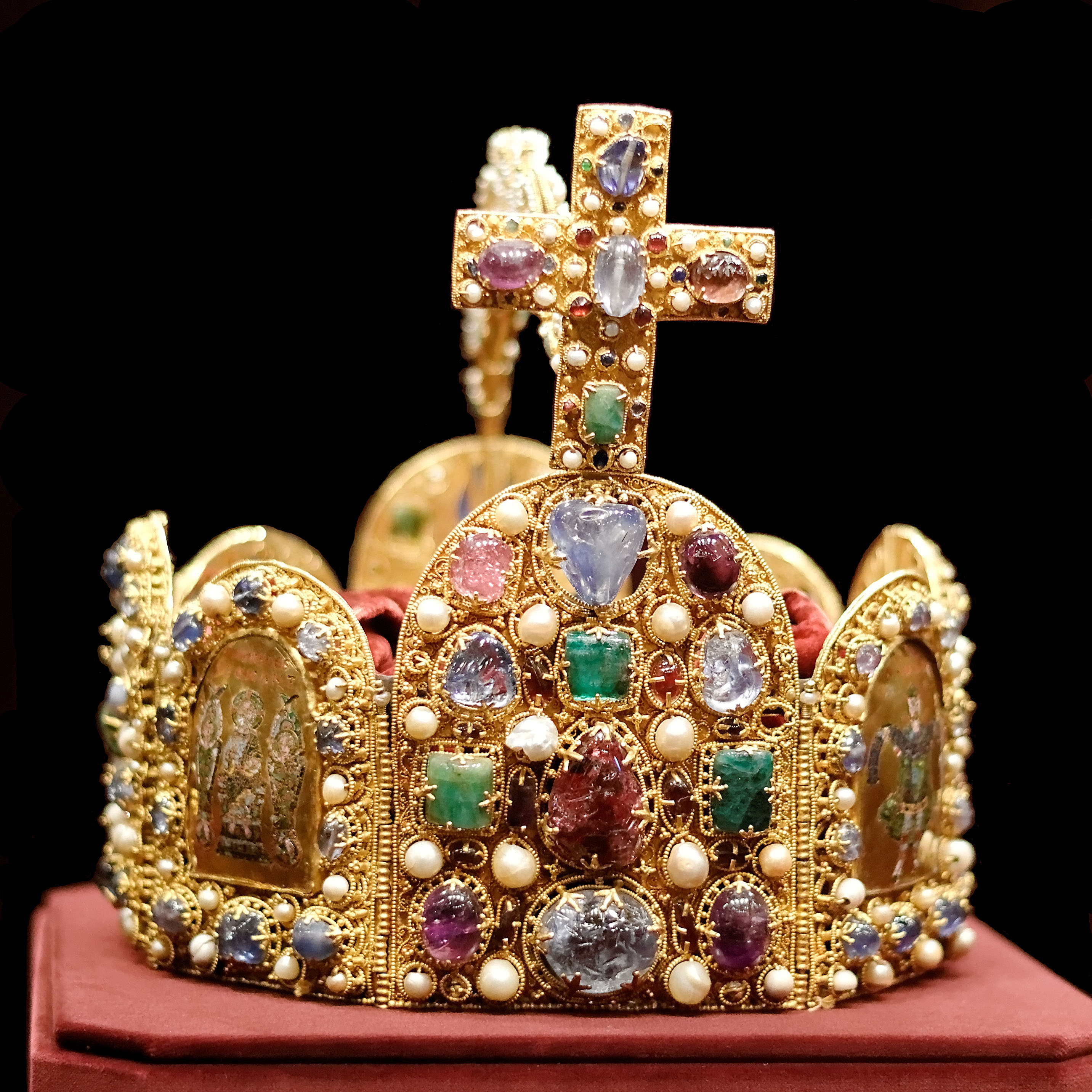
La couronne impériale de. Trésor séculier de Vienne.

Le 26 mars 1027, Conrad est couronné empereur à Rome, des mains du pape Jean XIX. Il fait désigner son fils Henri (futur Henri III du Saint-Empire) qui, le 14 avril 1028, est couronné de son vivant à Aix-la-Chapelle par l'archevêque de Cologne.
La politique italienne de ses prédécesseurs avait laissé l’aristocratie germanique reprendre son pouvoir et son indépendance : en réaction, Conrad soutient les petits féodaux contre les grands et les invite à lui prêter directement hommage, généralisant le principe de l’hérédité des fiefs. Pour faire échec au régionalisme des duchés nationaux, il fait sombrer l’Allemagne dans l’anarchie féodale au moment où le germanisme recule devant les jeunes nations slaves. Le centre de gravité de l’empire se déplace vers le Rhin (Mayence, Worms et Spire).

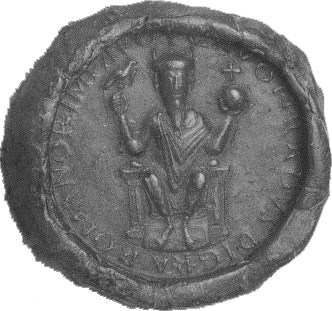
Sceau de l'empereur.

Le roi Étienne Ier revendiquant la Bavière pour son fils Émeric, Conrad attaque la Hongrie en juin 1030. Après l'échec de son expédition, victime de la politique de terre brûlée menée par les Hongrois, Conrad fait la paix avec Étienne au cours de l'été 1031 et la frontière est fixée sur la Leitha. À l'automne 1031, il soutient Bezprym, révolté contre son frère le roi de Pologne Mieszko II. Victorieux, il reprend la Lusace.
Il doit faire face à l'affaire de la succession de Bourgogne après le décès le 6 septembre 1032 du dernier roi de Bourgogne Rodolphe III qui en avait fait son héritier. Conrad avait épousé Gisèle, fille de Gerberge, sœur de Rodolphe, et de Hermann II de Souabe.
Il entre en Bourgogne transjurane durant l'hiver et, le 2 février 1033, est élu roi de Bourgogne par une assemblée réunie à Payerne, en compétition avec son neveu Eudes II de Blois, qui est finalement battu en 1034.
En 1033, son fidèle lieutenant Humbert conquiert la vallée de la Maurienne et celle de la Tarentaise, et devient ainsi le fondateur de la maison de Savoie.
Le 18 mai 1035, il tient une diète à Bamberg où il reçoit l'hommage du duc Bretislav Ier de Bohême et lors de laquelle il dépose le duc de Carinthie Adalberon d'Eppenstein pour le remplacer par Conrad II, son ancien compétiteur à l'empire, en février 1036.
Il doit intervenir de nouveau en Italie en 1036/1038, à l'appel de l'archevêque de Milan Aribert, battu par ses vavasseurs révoltés, alliés aux habitants de Lodi, à la bataille de Campo Malo en 1035.
Conrad part à l'automne 1036, passe Noël à Vérone avant de marcher sur Milan, où il se brouille avec Aribert quand une émeute éclate. Il convoque une diète à Pavie pendant laquelle l'archevêque est accusé d'infidélité envers la couronne et de tyrannie envers les Lombards, et arrêté. L'empereur favorise la réforme monastique inspirée de l'expérience clunisienne et intervient dans les nominations épiscopales en plaçant des candidats germaniques à la tête de plusieurs diocèses italiens (les évêques de Verceil, de Crémone et de Plaisance sont déposés). Conrad célèbre Pâques à Ravenne (10 avril), quand l'archevêque réussit à s'échapper et à rejoindre Milan où il est bien accueilli.
Conrad met Aribert et les Milanais au ban de l'empire, puis va assiéger la ville qui résiste. Il en fait le blocus et ravage les campagnes alentour. C'est pendant le siège, le 28 mai 1037, qu'il promulgue l'Edictum de beneficiis (en) qui établit l'hérédité des anciens fiefs italiens. Après quinze jours, Conrad se retire à Pavie, puis Crémone. Il met le Milanais à feu et à sang. À Crémone, il rencontre le pape Benoît IX et lui demande d'excommunier Aribert. Ce dernier, ligué avec les évêques de Verceil, de Crémone et de Plaisance, offre la couronne d'Italie à Eudes II de Blois. Eudes marche avec son armée contre la Lorraine, mais est battu et tué par les forces du duc Gothelon de Lotharingie le 15 novembre 1037 près de Bar-le-Duc.
Conrad passe Noël 1037 à Parme, où il doit réprimer une insurrection des habitants. La ville est incendiée et son enceinte démantelée. De Parme, il marche sur le duché de Bénévent. Après avoir célébré Pâques à Spello, il entre à Capoue le 14 mai 1038. Après l'échec de négociations, il dépose le prince de la ville, Pandulf IV, accusé de spoliation par les moines du Mont-Cassin, et place le prince de Salerne Guaimar sur le trône. Puis, il revient sur ses pas, ses troupes étant décimées par les maladies, et repasse les Alpes à la fin de l'été après avoir demandé aux seigneurs italiens de continuer la guerre contre Milan. Ceux-ci attaquent effectivement le Milanais au printemps 1039, puis se débandent à l'annonce de la mort de l'empereur à Utrecht le 4 juin 1039.

## Mariage et descendance

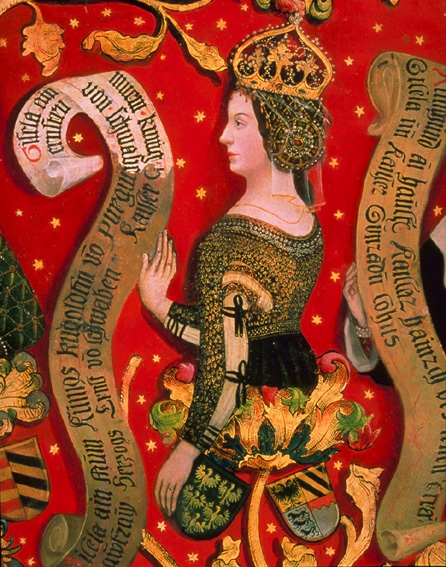
Gisèle de Souabe sur un panneau. Une partie de l'Arbre généalogique de la maison de Babenberg, au musée de l'abbaye de Klosterneuburg (entre 1489 et 1492).

En 1016, Conrad épouse Gisèle de Souabe, fille du duc Hermann II de Souabe et de Gerberge de Bourgogne. De ce mariage naîssent :
- Emelia ;
- Henri III du Saint-Empire, dit le Noir, empereur du Saint-Empire (1017-1056) ;
- Mathilde de Franconie (1027-1034).